# Kristjan Ilves
Kristjan Ilves, né le 10 juin 1996 à Tartu, est un coureur du combiné nordique estonien, également actif en saut à ski. 

## Biographie
Son père Andrus a été skieur et est devenu entraîneur dans l'équipe estonienne, tandis que son frère Andreas est aussi coureur de combiné nordique.
En 2010, il remporte le titre de champion d'Estonie de saut à ski. Il concourt dans quelques compétitions internationales dont aux Championnats du monde junior par équipes en 2011.
Il est membre du club d'Elva, obtenant son meilleur résultat chez les jeunes avec une médaille de bronze lors de l'édition 2013 des Championnats du monde junior de combiné nordique à Liberec, performance au'il égale sur cinq kilomètres en 2015 et 2016. Lors de l'hiver 2014, il devient champion d'Estonie de combiné nordique. Son patronyme, Ilves, veut dire lynx en finnois.
En Coupe du monde, il a participé à sa première manche en février 2013, marque son premier point fin 2013 à Ramsau (30e), intègre le top dix en janvier 2018 à Seefeld (6e), puis monte sur son premier podium en février 2018 à Hakuba, où il se classe deuxième derrière Jan Schmid, pour devenir le sixième skieur estonien à monter sur un podium de coupe du monde de la FIS. Il obtient son meilleur classement général cet hiver avec le dix-neuvième rang. En 2017, alors qu'il a augmenté son nombre de points en Coupe du monde, il gagne trois courses dans la Coupe continentale. Avant d'entamer la saison suivante, il remporte le Grand Prix d'été, car il est celui qui marque le plus de points parmi ceux qui prennent part à toutes les manches.
Il commence la saison 2020-2021 par deux cinquièmes places à Ruka sur le Nordic Opening
Aux Jeux olympiques d'hiver de 2018, il est 16e et 28e en individuel. Il prend part aussi aux Jeux olympiques en 2014, se classant 41e et 34e. Dans les Championnats du monde, il compte quatre participations de 2013 à 2019, obtenant see meilleurs résultats en 2017 à Lahti, où il est 23e et 27e en individuel et neuvième par équipes.

## Palmarès

### Jeux olympiques d'hiver
| Épreuve / Édition | Épreuve / Édition | Sotchi 2014 | Pyeongchang 2018 | Pékin 2022 |
| Gundersen         | PT                | 41e         | 16e              | -          |
| Gundersen         | GT                | 34e         | 28e              | 9e         |

Légende : PT = petit tremplin, GT = grand tremplin.

### Championnats du monde
| Épreuve / Édition           | Gundersen      | Gundersen      | Relais         | Relais                           | Sprint par équipes               |
| Épreuve / Édition           | Petit tremplin | Grand tremplin | Petit tremplin | Grand tremplin                   | Sprint par équipes               |
| Mondiaux 2013 Val di Fiemme | 48e            | 39e            | 11e            | Épreuve inexistante à cette date | -                                |
| Mondiaux 2015 Falun         | 40e            | 38e            | 10e            | Épreuve inexistante à cette date | 11e                              |
| Mondiaux 2017 Lahti         | 23e            | 27e            | 9e             | Épreuve inexistante à cette date | 12e                              |
| Mondiaux 2019 Seefeld       | 43e            | Non partant    | -              | Épreuve inexistante à cette date | -                                |
| Mondiaux 2021 Oberstdorf    | 19e            | 11e            | -              | Épreuve inexistante à cette date | 8e                               |
| Mondiaux 2023 Planica       | 6e             | 4e             | -              | -                                | Épreuve inexistante à cette date |

### Coupe du monde
- Meilleur classement général : 5e en 2022 et en 2023.
- 12 podiums individuels : six deuxièmes places et six troisièmes places.

#### Différents classements en Coupe du monde
| Année     | Classement général final |
| 2013-2014 | 80e                      |
| 2014-2015 | 66e                      |
| 2015-2016 | 54e                      |
| 2016-2017 | 42e                      |
| 2017-2018 | 19e                      |
| 2018-2019 | 54e                      |
| 2019-2020 | 31e                      |
| 2020-2021 | 17e                      |
| 2021-2022 | 5e                       |
| 2022-2023 | 5e                       |

### Championnats du monde junior
| Épreuve / Édition | Épreuve / Édition | Otepää 2011 | Liberec 2013 | Val di Fiemme 2014 | Almaty 2015 | Râșnov 2016 |
| Gundersen (10 km) | Gundersen (10 km) | 48e         | 10e          | 16e                | 12e         | 7e          |
| Gundersen (5 km)  | Gundersen (5 km)  | -           | 3e           | 7e                 | 3e          | 3e          |
| Par équipes       | Par équipes       | -           | 8e           | -                  | -           | 10e         |

### Grand Prix
- Vainqueur de l'édition 2017.

### Coupe continentale
- 3 victoires.